# Tayloria magellanica
Tayloria magellanica är en bladmossart som beskrevs av Mitten 1869. Tayloria magellanica ingår i släktet trumpetmossor, och familjen Splachnaceae. Inga underarter finns listade i Catalogue of Life.